# Basil Myron Schott
Basil Myron Schott (Freeland, 21 settembre 1939 – Pittsburgh, 10 giugno 2010) è stato un arcivescovo cattolico statunitense della Chiesa greco-cattolica rutena.

## Biografia
Basil Myron Schott nacque a Freeland, in Pennsylvania, il 21 settembre 1939 ed era il figlio minore di Michael Schott (1895-1945) e Mary, nata Krusko, (1898-1981).

### Formazione e ministero sacerdotale
Da bambino frequentò la scuola cattolica bizantina di St. Mary.  Dopo essersi diplomato alla St. Gabriel High School di Hazleton, il 3 agosto 1958 entrò nel noviziato del monastero francescano bizantino della Dormizione di Santa Maria a Sybertsville.
Il 4 agosto 1959 emise la professione solenne. Il 29 agosto 1965 fu ordinato presbitero nella chiesa del monastero francescano di New Canaan da monsignor Stephen John Kocisko, eparca di Pittsburgh. In seguito conseguì un Bachelor of Arts in filosofia e uno in teologia presso l'Immaculate Conception College di Troy, un Master of Arts in teologia e uno in consulenza pastorale presso il seminario "Santa Maria" di Norwalk e il dottorato in ministero presso il seminario teologico di New York nel 1969.
Prestò servizio in molte aree della vita monastica, pastorale, parrocchiale e accademica. All'interno della sua comunità francescana fu superiore, consigliere, tesoriere e direttore della formazione. Fu anche assistente spirituale dei francescani secolari e cappellano di diverse comunità di religiose. La sua esperienza di predicatore di ritiri spirituali e di relatore seminari e programmi di formazione per chierici, religiosi, seminaristi e laici fu molto ampia. Operò anche nelle parrocchie delle metropolie cattoliche bizantine e anche nelle eparchie ucraine e melchite. Insegnò nei dipartimenti di educazione religiosa della scuola secondaria cattolica bizantina di Parma e della Bishop Hafey High School di Hazleton.

### Ministero episcopale
Il 3 febbraio 1996 papa Giovanni Paolo II lo nominò eparca di Parma. Ricevette l'ordinazione episcopale l'11 luglio successivo dall'arcieparca di Pittsburgh Judson Michael Procyk, co-consacranti l'eparca di Passaic Andrew Pataki e l'eparca di Van Nuys George Martin Kuzma.
Il 3 maggio 2002 lo stesso papa Giovanni Paolo II lo promosse arcieparca metropolita di Pittsburgh. Prese possesso dell'eparchia il 9 luglio successivo.
Come metropolita, istituì programmi per il rinnovamento e la rivitalizzazione su diversi livelli in tutta l'arcieparchia, istituì l'ufficio delle comunicazioni e applicò le misure per la protezione dei bambini e dei giovani in conformità con la carta pubblicata dalla Conferenza dei vescovi cattolici degli Stati Uniti. Aumentò il numero di membri nei vari consigli, commissioni e uffici dell'arcieparchia, espandendo anche le loro responsabilità e il loro coinvolgimento.
Sotto la sua direzione, furono apportati significativi miglioramenti al Byzantine Catholic World,, il giornale ufficiale dell'arcieparchia, e il seminario "Santi Cirillo e Metodio" ottenne l'accreditamento presso l'Associazione delle scuole teologiche.
Il 7 marzo 2009 papa Benedetto XVI lo nominò membro della Congregazione per le Chiese orientali.
Fu presidente dell'Eastern Christian Associates, che riunisce tutti i vescovi cattolici di riti orientali degli Stati Uniti e fu influente nell'organizzazione della XV regione episcopale della Conferenza episcopale che riunisce tutti i presuli dei diversi riti orientali.
Nella zona di Pittsburgh, fu un membro attivo dei Christian Leaders of the Christian Associates of Southwest Pennsylvania, un gruppo ecumenico composto dai leader cattolici, protestanti e ortodossi.
In seno alla Conferenza dei vescovi cattolici degli Stati Uniti fu membro dei comitati per il clero, per la vita consacrata, per le vocazioni e per gli affari ecumenici e interreligiosi; dei sottocomitati sul matrimonio e la vita familiare e sulle missioni domestiche cattoliche; e della task force per la promozione delle vocazioni al sacerdozio e alla vita religiosa.
Morì all'ospedale Passavant nelle North Hills di Pittsburgh il 10 giugno 2010 all'età di 70 anni dopo una battaglia di sette mesi contro un linfoma. La sua ultima iniziativa pastorale fu la prima riunione nazionale di tutti i sacerdoti cattolici bizantini degli Stati Uniti d'America che si tenne dall'8 al 9 giugno 2010 e a cui monsignor Schott non poté partecipare perché ricoverato in ospedale. La divina liturgia di esequie si tenne il 18 giugno. È sepolto nel Mount Saint Macrina Cemetery a Uniontown.

## Genealogia episcopale e successione apostolica
La genealogia episcopale è:
- Cardinale Scipione Rebiba
- Cardinale Giulio Antonio Santori
- Cardinale Girolamo Bernerio, O.P.
- Arcivescovo Galeazzo Sanvitale
- Cardinale Ludovico Ludovisi
- Cardinale Luigi Caetani
- Cardinale Ulderico Carpegna
- Cardinale Paluzzo Paluzzi Altieri degli Albertoni
- Papa Benedetto XIII
- Papa Benedetto XIV
- Papa Clemente XIII
- Cardinale Marcantonio Colonna
- Cardinale Giacinto Sigismondo Gerdil, B.
- Cardinale Giulio Maria della Somaglia
- Cardinale Carlo Odescalchi, S.I.
- Cardinale Costantino Patrizi Naro
- Cardinale Lucido Maria Parocchi
- Papa Pio X
- Papa Benedetto XV
- Papa Pio XII
- Cardinale Eugène Tisserant
- Arcivescovo Nicholas Thomas Elko
- Arcivescovo Stephen John Kocisko
- Vescovo Michael Joseph Dudick
- Arcivescovo Judson Michael Procyk
- Arcivescovo Basil Myron Schott, O.F.M.

La successione apostolica è:
- Vescovo John Michael Kudrick (2002)
- Vescovo Gerald Nicholas Dino (2008)